# Prowincja Cusio Ossola
Prowincja Cusio Ossola (wł. Provincia del Verbano Cusio Ossola) – prowincja we Włoszech.
Nadrzędną jednostką podziału administracyjnego jest region (tu: Piemont), a podrzędną jest gmina.
Liczba gmin w prowincji: 77.
Została utworzony w 1992 roku przez połączenie trzech obszarów geograficznych, które wcześniej były częścią prowincji Novara.